# Cabeza de un oso
Cabeza de un oso es un estudio de dibujo realizado por Leonardo da Vinci alrededor de 1480. Es de pequeña escala, mide solo 7 x 7 cm y está pintado a lápiz de punta de plata. Se cree que es parte de un estudio de animales que hizo Leonardo en este período. Es posible que el artista se haya basado en este estudio al pintar la cabeza del animal en su La dama del armiño de 1489-1490. El dibujo fue propiedad del pintor británico Sir Thomas Lawrence en el siglo XVIII y del coleccionista de arte Norman Colville a principios del siglo XX. El multimillonario estadounidense Thomas Kaplan compró el dibujo en 2008. Se vendió en 2021 por un total de £ 8,8 millones, un récord para un dibujo de Leonardo.

## Descripción

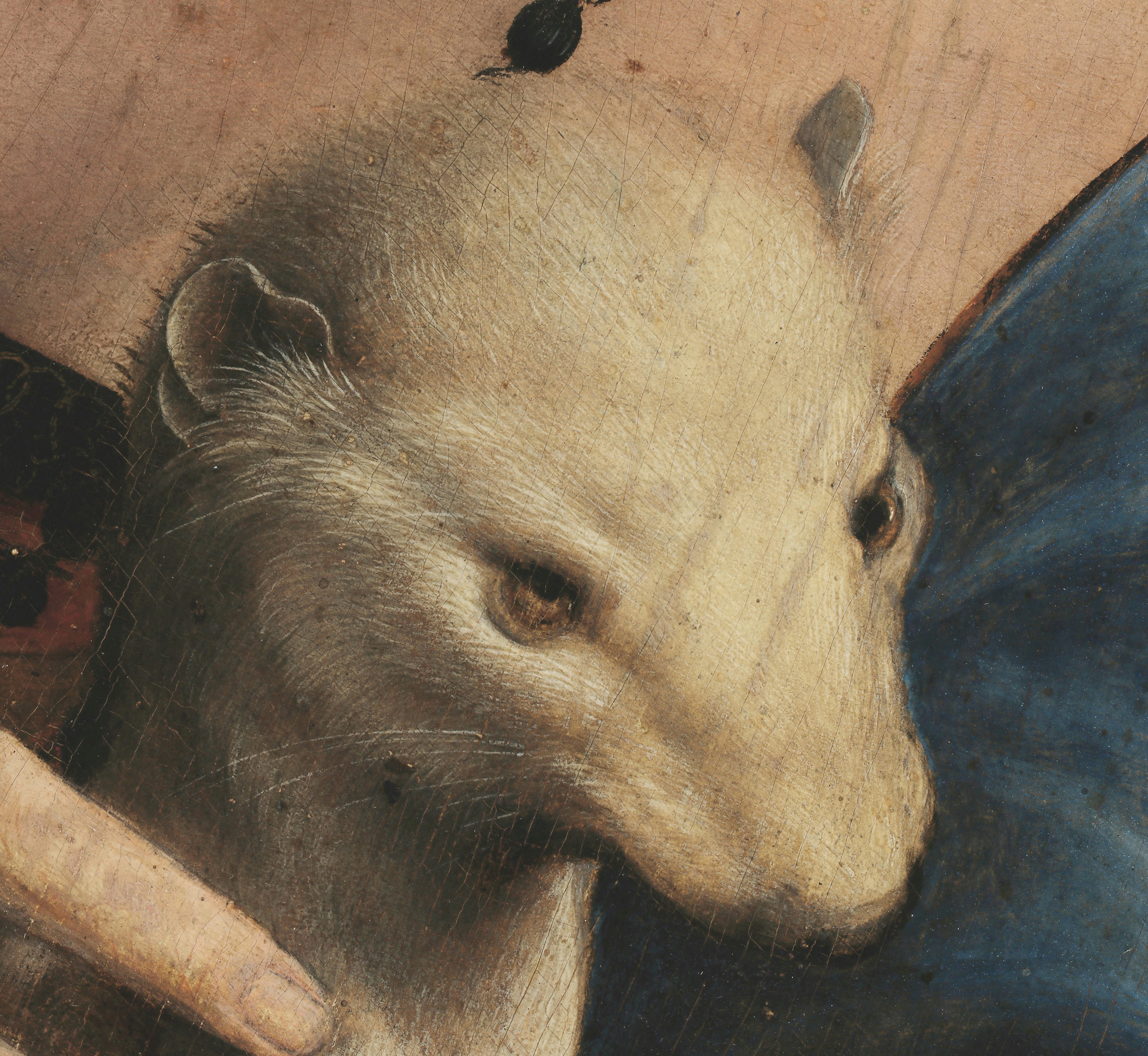
Detalle de la cabeza del armiño (recortada y girada) en La dama del armiño de Leonardo.

Se cree que Cabeza de un oso fue realizada por un joven Leonardo da Vinci (n. 1452) alrededor de 1480. Es un dibujo de primer plano de la cabeza de un oso en una superficie de 7 x 7 cm en un trozo de papel beige rosado. Su tamaño ha llevado a que se lo describa como «un post-it de Leonardo». Está dibujado con un lápiz de punta de plata. El dibujo con lápiz de punta de plata es una técnica que Leonardo aprendió en el taller de Andrea del Verrocchio. Es un medio implacable ya que las marcas hechas con el lápiz plateado son muy difíciles de borrar.
Se cree que el dibujo es parte de una serie de estudios que Leonardo hizo sobre la anatomía y los movimientos de los osos y una comparación que hizo entre la anatomía humana y la ursina. Los osos eran comunes en partes de la Toscana en ese momento, aunque es probable que Leonardo hiciera el dibujo de un oso cautivo. Es uno de los cuatro dibujos supervivientes de animales de este período en la vida de Leonardo; los otros son Un oso caminando (en el Museo Metropolitano de Arte), Estudios de la pata de un perro (en la Galería Nacional de Escocia) y Dos estudios de un gato y uno de un perro (en el Museo Británico). Es posible que todas estas obras provengan del mismo cuaderno de bocetos.
Cabeza de un oso fue realizado poco antes de que Leonardo partiera de Florencia hacia Milán. En Milán pintó La dama del armiño (1489-1490), una representación de Cecilia Gallerani, la amante del duque de Milán. Se sabe que Gallerani no posó con un armiño real, por lo que Leonardo pudo haber recurrido a su trabajo anterior. El armiño mira en una dirección similar y la estructura de su cabeza, con ojos pequeños y un hocico cilíndrico, es comparable a la de Cabeza de un oso. El armiño representado es más grande de lo que son estos animales en la vida real.

## Historia posterior
En el siglo XVIII, Cabeza de un oso estaba en la colección del pintor británico Sir Thomas Lawrence. Tras la muerte de Lawrence en 1830, pasó a manos de su marchante de arte Samuel Woodburn. En 1860, Woodburn vendió el dibujo en la casa de subastas Christie's en Londres por 2,50 libras esterlinas. Woodburn vendió Estudios de la pata de un perro en la misma venta. Cabeza de un oso entró en la colección de Norman Colville a principios del siglo XX. Se exhibió por primera vez en 1937 y se incluyó en el libro de 1938 de Bernard Berenson The Drawings of the Florentine Painters.
En 2008 la obra fue comprada por el multimillonario estadounidense Thomas Kaplan. Lo compró sobre la base de una copia enviada por fax que le envió el comerciante con sede en Londres, Johnny Van Haeften. Kaplan era principalmente un coleccionista de pinturas de los antiguos maestros holandeses, pero Van Haeften le sugirió el dibujo de Leonardo, ya que el hijo de Kaplan se llamaba Leonardo. Kaplan permitió que el dibujo se exhibiera junto a La dama del armiño en la National Gallery en 2011 y en el Museo Long de Shanghai. El 8 de julio de 2021, Kaplan vendió Cabeza de un oso en Christie's en Londres. Se estimó entre 8 y 12 millones de libras esterlinas, pero se vendió por 7,5 millones de libras esterlinas (8,8 millones de libras esterlinas con tarifas). Atrajo solo una oferta, representada en persona por un hombre y una mujer estadounidenses, quien también compró un manuscrito autografiado por Sir Isaac Newton por £ 1,7 millones (tarifas incluidas). El único comentario de la casa de subastas sobre la identidad del comprador fue que se trataba de un fideicomiso familiar. Cabeza de un oso sigue siendo uno de los ocho dibujos de Leonardo conocidos en manos privadas (excluyendo los de la Royal Collection británica y la Colección Devonshire en Chatsworth House). La venta de 2021 fue la primera de un dibujo de Leonardo desde que se vendió Caballo y jinete, también en Christie's, en 2001 por £ 8,1 millones (tarifas incluidas). Cabeza de un oso estableció un nuevo récord para un dibujo de Leonardo, que previamente había sido establecido por la venta de 2001.